# 明治大学情報コミュニケーション学部・大学院情報コミュニケーション研究科
明治大学情報コミュニケーション学部（めいじだいがくじょうほうコミュニケーションがくぶ、School of Information & Communication）は、情報コミュニケーションを中心とする教育研究が行われる学部であり現在、明治大学のみに置かれている。明治大学大学院情報コミュニケーション研究科（めいじだいがくだいがくいんじょうほうコミュニケーションけんきゅうか、Graduate School of Information & Communication）は、明治大学大学院に置かれている大学院研究科。

## 概況
情報コミュニケーション学部は、社会を「情報」と「コミュニケーション」という2つのキーワードを基本にして考察しようとすることなどをねらいとしている。
ただし、いわゆる情報コミュニケーション学は、学問として日が浅く、研究者や組織により、そのとらえられ方は大きく異なり、人によっては情報コミュニケーションをつなげて1つのキーワードとして考えられてもいる。
情報コミュニケーション学部は、その学問的領域や学際的性質から教養学部と混同されることがあるが、一般にいって教養学部はリベラル・アーツや文理融合を柱としていることが多いのに対し、情報コミュニケーション学部は主として社会科学的視座からのアプローチをねらいとしており、学外向けに設置した生涯学習施設である「リバティアカデミー」アカデミー長の須田努は情報コミュニケーション学部に所属しており、同施設との接点は多いとみられる。しかし、明治大学でも『情報コミュニケーション学部は、社会、人文、自然の諸科学を超える新しい学問領域』と位置づけている。また、『新たな学問領域を開拓しようとする意欲と精神』の先駆として、『ジェンダー研究という新しい学問分野を切り開き発展させていく』としており、情報コミュニケーション学部に「ジェンダー・センター」を設置している。『男女の性差による差別を解消し、ジェンダーやセクシュアリティにとらわれない公正な社会実現のための双方向コミュニケーションのあり方を追求することは、情報コミュニケーション学の重要な課題』だとする。これは1929年に設置された専門部女子部、1944年に明治女子専門学校、さらに1950年に改組し、明治大学短期大学の流れを受け継ぐ形で学部開設に至った経緯があり、男女共同参画社会の更なる推進や、女性のキャリア形成などのジェンダー研究には特に重点をおいている。そして大学院情報コミュニケーション研究科では既存の専門研究によっては全体像が捉えきれなかった諸問題を学際的・複数領域横断的に把握・定式化し、有効な学問的・政策的提起を案出できる判断基準を有する実務家や研究者の育成を目指している。
大学院情報コミュニケーション研究科博士前期課程では、学内選考入学試験、一般入学試験のほか、外国人留学生試験、社会人特別入学試験、3年早期卒業予定者入学試験を実施し、入学者の選抜を行っている。
かつては筑波学院大学にも2005年度に開設されていたが、情報メディア学科と国際交流学科から学部が構成され、明治大学の情報コミュニケーション学部とは、多少趣旨が異なっていた。2010年4月より経営情報学部に改組し、消滅した。実践女子大学短期大学部日本語コミュニケーション学科には情報コミュニケーションコースが、大学院レベルでは、神戸大学大学院国際文化学研究科グローバル文化専攻言語情報コミュニケーション系に、情報コミュニケーションコースが開設されている。また埼玉工業大学人間社会学部情報社会学科、サレジオ工業高等専門学校や東北学院大学大学院工学研究科電気工学専攻には情報コミュニケーション研究室がある。

## 沿革
2000年開催の連合教授会における決議で、短期大学が直面する状況への対応も含め、学部長会で「新学部設置準備委員会」を設置。2003年、6月30日付で文部科学大臣に認可申請を行い、同年 11月27日付で認可を得る。
2004年4月、募集停止した短期大学の流れを引き継ぎ、開設。
2008年4月、大学院情報コミュニケーション研究科開設。
2010年3月、情報コミュニケーション学部ジェンダーセンター開設。

## キャンパス

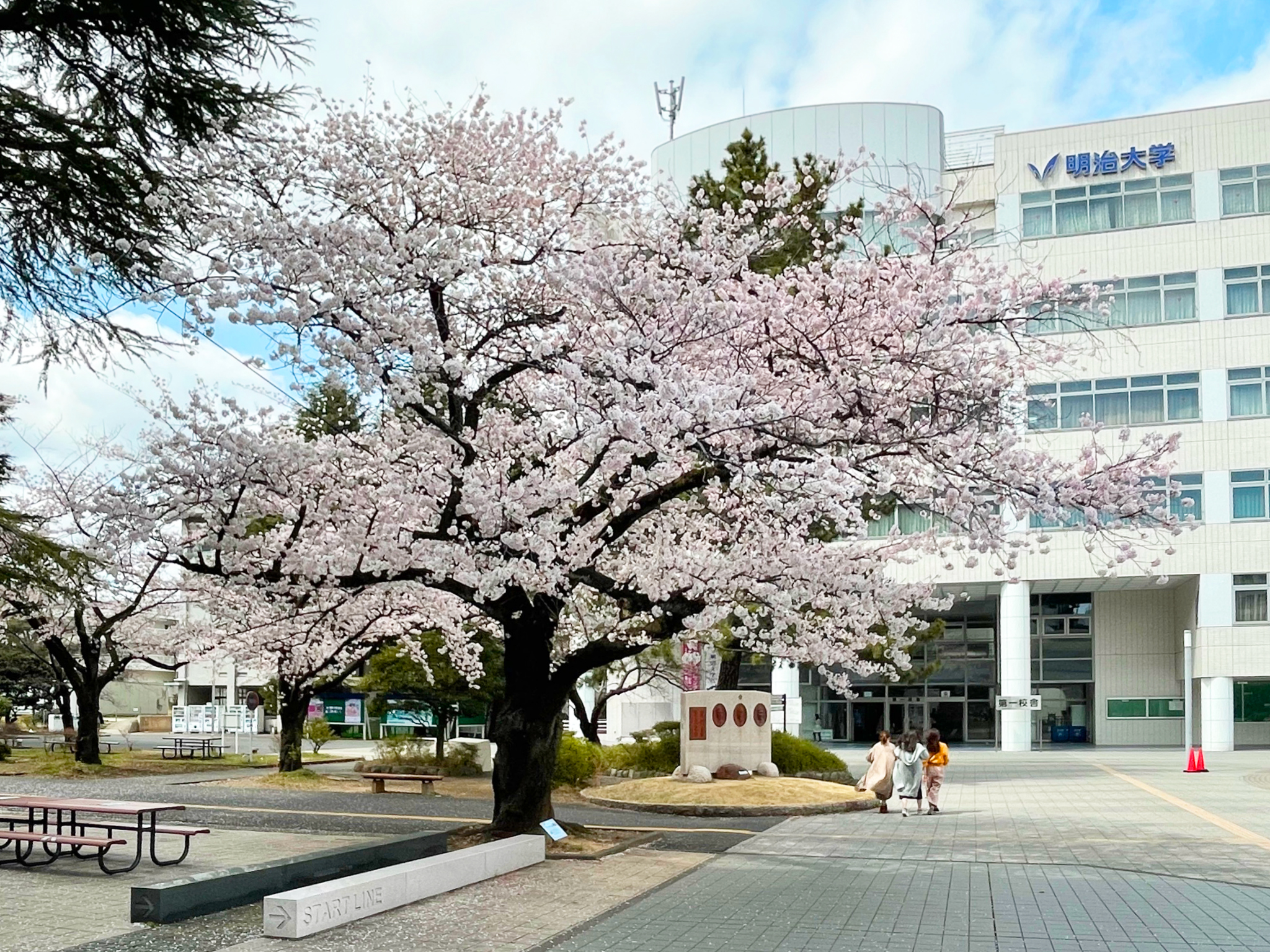
和泉キャンパス
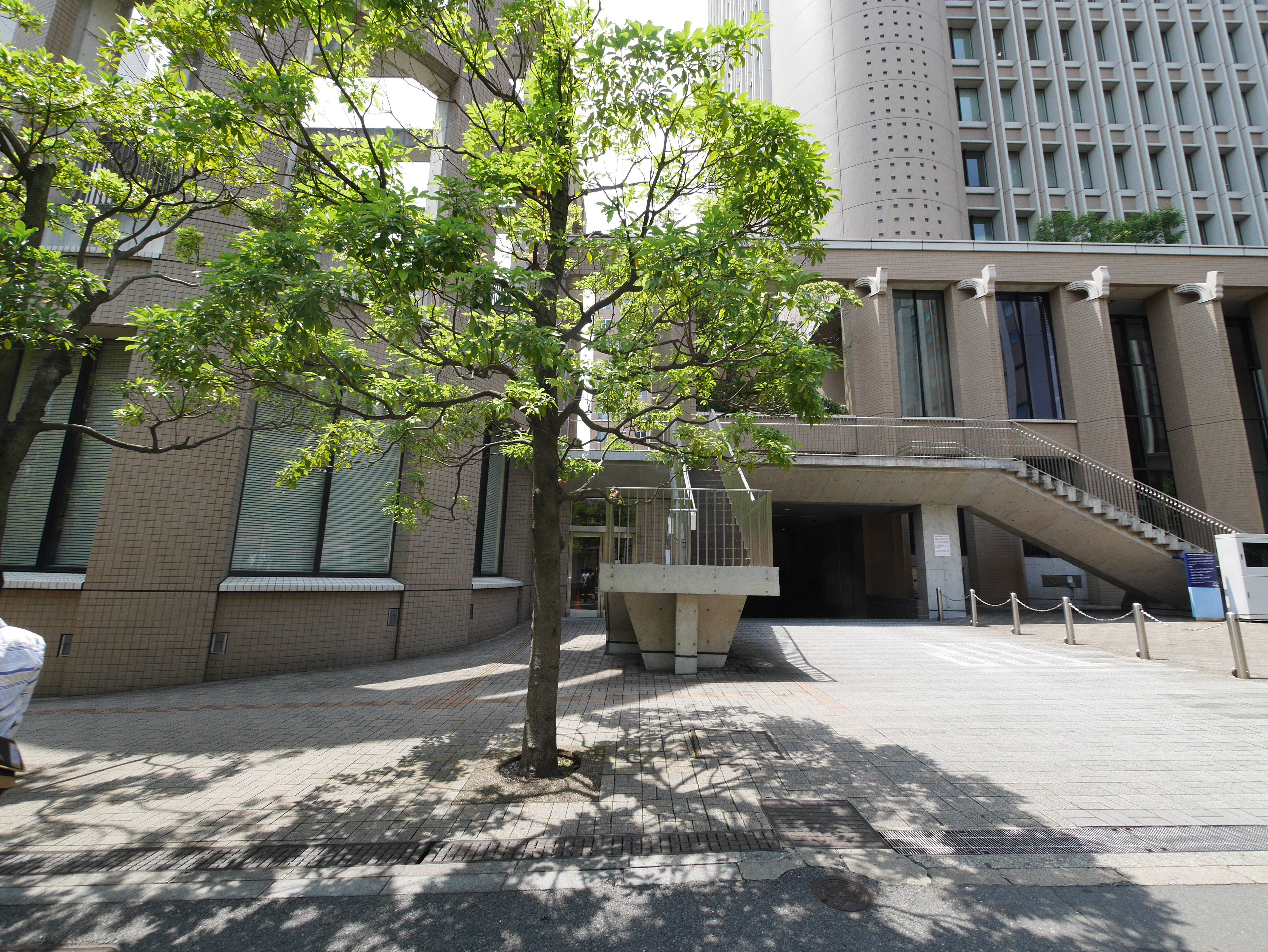
駿河台キャンパス

- 学部1・2年次 - 和泉キャンパス（杉並区永福）
- 学部3・4年次 - 駿河台キャンパス（千代田区神田駿河台）

学生の間では、駿河台への進級後に和泉の必修科目を再履修することを「和泉返し」、留年することを「和泉止まり」と呼ぶ。

## 組織
学部
- 情報コミュニケーション学部
  - 情報コミュニケーション学科

情報コミュニケーション学科のみの1学部1学科構成。2年次以降は「社会システムと公共性」、「組織とコミュニティ」、「多文化と国際協調」、「メディアと環境」のいずれかで学ぶコース制を採用していたが、2017年に廃止。ゼミナール教育に力を入れており、1年次から少人数による教育を実施している。
大学院研究科
- 情報コミュニケーション研究科（博士前期課程・博士後期課程）
  - 情報コミュニケーション学専攻